# Phyllanthus collinsiae
Phyllanthus collinsiae là một loài thực vật có hoa trong họ Diệp hạ châu. Loài này được Craib miêu tả khoa học đầu tiên năm 1913.